# Melotteov katalog
Melotteov katalog objekata dubokog neba (eng. Melotte Catalogue of Deep Sky Objects) je astronomski katalog britanskog astronoma belgijskog podrijetla Philiberta Jacquesa Melottea predstavljen javnosti 1915. godine. Sadrži 245 otvorenih i kuglastih skupova. Kratica ovog kataloga i oznaka objekata u njemu jest Mel.
Zvjezdani skup u zviježđu Berenikinoj kosi danas primarno nosi oznaku Mel 111 jer se pojavio u Melotteovu katalogu 1915., a ne u slavnijem Messierovom katalogu NGC, jer se nije dokazalo da je zbilja skup sve dok to nije dokazao astronom Robert Julius Trumpler 1938. godine.

## Vanjske poveznice
- Radovi P.J. Melottea na Astrophysics Data Systemu